# Iso Raatejärvi (sjö, lat 65,13, long 28,87)
Iso Raatejärvi är en sjö i Finland. Den ligger i kommunen Suomussalmi i landskapet Kajanaland, i den centrala delen av landet, 600 km norr om huvudstaden Helsingfors. Iso Raatejärvi ligger 240 meter över havet. Arean är 35,2 hektar och strandlinjen är 3,29 kilometer lång. Sjön  ingår i Uleälvens huvudavrinningsområde. 